# کتابخانه پری کاستانیدا دانشگاه تگزاس

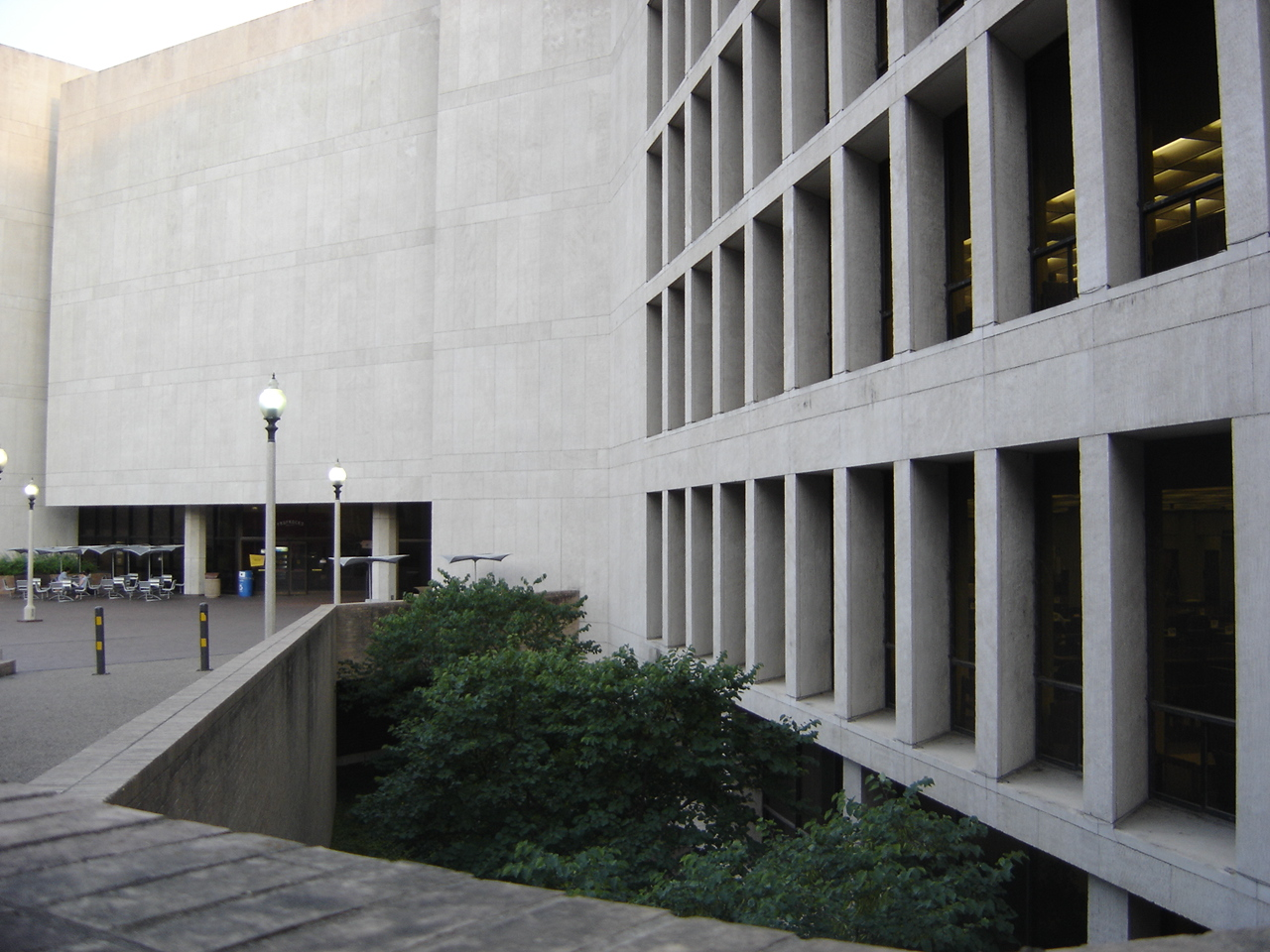

کتابخانه پری کاستانیدا (به انگلیسی: Perry–Castañeda Library) کتابخانه مرکزی سیستم کتابخانه‌ای دانشگاه تگزاس در آستین است.
سیستم کتابخانه این دانشگاه با بیش از ۹ میلیون عنوان کتاب ششمین سیستم بزرگ کتابخانه‌ای در میان دانشگاه‌های آمریکا محسوب می‌شود.
قدیمی‌ترین کتاب این مجموعه متعلق به سال ۱۴۹۱ میلادی است.